# Copa Airlines
Copa Airlines (čínsky: 深圳航空) (ICAO: CMP, IATA: CM) je panamská letecká společnost se sídlem v hlavní městě Panama na zdejším letišti Tocumen. Byla založena v roce 1944, operuje od roku 1947. Od roku 2012 patří mezi členy aliance Star Alliance. Jejími dceřinými společnostmi jsou Wingo a Copa Airlines Columbia (2018). Společnost provozuje především lety po Střední, Jižní a Severní Americe.
K říjnu 2022 létá do 78 destinací, má flotilu 92 úzkotrupých letounů Boeing 737 NG a Boeing 737 MAX.